# ゲームセンターCX 3丁目の有野
『ゲームセンターCX 3丁目の有野』（ゲームセンターシーエックス さんちょうめのありの）は、2014年3月20日にバンダイナムコゲームスから発売されたニンテンドー3DS用ソフト。ゲームのジャンルは“ゲームinゲーム”。
フジテレビCS放送・フジテレビONEで放送の番組『ゲームセンターCX』の、放送10周年記念プロジェクトの企画から生まれた。
開発元は『ゲームセンターCX 有野の挑戦状』及び同作の『2』の開発を担当したインディーズゼロから変更になり、新たにグレフが担当している。発売元はバンダイレーベル。

## 概要
時代は1980年代。「なつかし町3丁目」に暮らす主人公はある日、「ありの」という記憶喪失の少年と出会う。記憶を取り戻す鍵は「ゲーム」にあると知った2人は、時々町の住民にヒントを貰いながら、あらゆるジャンルのゲームをプレイしていくことに。こうして2人による記憶を取り戻す奮闘が始まった。
「懐かしくも新しいレトロ風ゲームに挑戦する」という前作までのコンセプトはそのままに、「80年代の流れ」を追体験するストーリー仕立てのアドベンチャーゲームとなっており、「駄菓子屋」「プラモデル屋」「デパート屋上」「遊園地」「ゲームセンター」と様々な場所へ行く事ができる。行く先々でイベントが発生し、それらをクリアしていくと物語が進む。特に80年代後半ではゲームセンターが学校の指導で出入り禁止になったり、ゲーム専門店が出現したりなどの変化が起きる。
第17シーズン番組内のコーナー「ゲームセンターCX ゲーム化計画3」にて詳細が逐次放映されている。「3丁目の有野」という副題の由来は、映画『ALWAYS 三丁目の夕日』から。開発元が変更になった理由はインディーズゼロが多忙（『ファミコンリミックス』及び『シアトリズムFF カーテンコール』の開発）により企画に携われないためと番組で語られている。
当初は2014年1月23日での発売を予定していたが、2013年11月27日、さらなる内容充実のため2014年3月20日に延期となった。

## ゲームモード
ストーリーモード
本作のメインとなるモード。街を散策して攻略法を集めながら、ゲームごとに決められたノルマをクリアしていく。
フリーモード
ストーリーモードで遊べるようになったゲームはこのモードにラインナップされる。TVゲームは「自宅」で遊べるようになったものから解放されていく。
すれちがい通信を使ってハイスコアなどの情報交換ができる。
マルチプレイ
ローカル及びダウンロード通信を利用し、2人同時プレイでゲームが楽しめる。
名言リスト
ストーリーモードプレイ中に登場人物が発した名言を鑑賞できるモード。
攻略法リスト
ストーリーモードで集めた、各ゲームの攻略法を確認する。

## 登場人物
カッコ内は元となった人物。

### 主要人物
主人公 ※名前・性別は任意
なつかし町3丁目に暮らす子供。ありの少年の記憶を取り戻すため、ゲームで奮闘する。
ありの少年（有野晋哉）
主人公の前に突然現れた少年。正体は未来からタイムスリップした有野課長本人だが、記憶喪失になっている。

### なつかし町3丁目の人々
元となった人物は全員、ガスコイン・カンパニーの社員・元社員である。
ワタナベ（ディレクター 渡邊優子）
駄菓子屋のおばちゃん。売り物のお菓子を自分で食べていることがある。
トウジマ（元AP（初代AD）東島真一郎）
プラモデル屋の店長。物語が進むとゲーム専門店を開き始める。
うらかわ（ディレクター（3代目AD）浦川瞬）
博多から来た主人公の同級生。ゲームの実力は高い。
いのうえ/イノコ（ディレクター（4代目AD）井上侑也）
主人公の同級生。あだ名は「イノコMAX」。「MAX」と書かれたシャツが特徴。
ツルオカ（元AD（6代目AD）鶴岡丈志）
駅前で見かける、ミュージシャン志望の男。
なかやま（元AD（7代目AD）中山智明）
いのうえの友人。極度の人見知り。
エモヤン（元AD（8代目AD）江本紘之）
河川敷辺りで見かける男。
あかね（元AD（8代目AD）伊藤茜）
攻略に役立つヒントを絵に描いて教えてくれる。
じゅんぺい（10代目AD 高橋純平）
いのうえの友人。常に赤いカーディガンを着ている。
フジモト（演出 藤本達也）
本屋の店長。
イイダ（アシスタントプロデューサー 飯田美保）
デパートの店員。いのうえとは顔見知りである模様。
かん（プロデューサー 管剛史）
ゲームセンターの主人。
キベ（構成作家 岐部昌幸）
家庭用ゲーム機「キングV3」をこよなく愛する。後にトウジマが経営するゲーム屋で働き始める。
アベ（カメラマン 阿部浩一）
エモヤンの知人。ゲームを借りてプレイすることもあるが、あまり上手くはない。
スズイ名人（インディーズゼロ社長 鈴井匡伸）
高い実力を誇るゲームの達人。

## 収録ゲーム
カッコ内はジャンル及びストーリーモードでプレイできる場所。

### TVゲーム
ストーリーモードで主に挑戦していく8作品。ゲームによってはアーケードゲーム仕様と家庭用ゲーム機仕様のものがあり、後者でのみ使える裏技も存在する。また、ストーリーが進むと、3D表示にしてプレイできる「3D対応ゲーム」がフリーモードに追加される。
ルーミーと魔法のホウキ（1画面アクションゲーム、駄菓子屋／自宅）
任天堂の『マリオブラザーズ』などに似たゲーム。自宅では「ゲーファミ」版をプレイする。
下からブロックを壊し、開いた穴に敵を落とした後、その上から箒で掃くと敵を倒せる。ステージ内の敵をすべて倒すとクリアになる。敵はステージが進むごとに強くなり、方向キーの操作を逆向きにしてしまう魔法使いなどが出現する。マルチプレイでは2人協力プレイが可能。
Wing Hero（ウィングヒーロー）（横スクロールシューティングゲーム、デパート屋上／自宅）
ナムコの『スカイキッド』に似た雰囲気のゲーム。自宅では「ゲーファミ」版をプレイする。マルチプレイでは2人協力プレイが可能。
自機を操り、向かってくる敵をビームで撃墜していく。道中では武器を強化するためのアイテムや称号などを持った敵も出現する。
家庭用版ではダメージを受けて墜落しそうになった際、3DS本体のマイクに息を吹きかけると風が発生し、機体を立ち直らせることができる。
ソーマの秘宝（アクションパズルゲーム、ゲームセンター／自宅）
ナムコの『ドルアーガの塔』などに似たゲーム。自宅では「ゲーファミ」版をプレイする。マルチプレイでは2人協力プレイが可能。
ステージ内に数枚あるコインを時間内にすべて集めるのが目的。通常はコインの入った宝箱は隠されているが、「ハイドモード」を使うことで見えるようになる。
ザウルスボーイ（横スクロールアクションゲーム、ゲームセンター／自宅）
『ワンダーボーイ』に似たゲーム。家庭用版の機種は「キングV3」。キベ曰く唯一移植されているゲーム機らしい。
狭い足場などをジャンプで進み、得点アップの金貨を集めながら、斧を投げて敵を倒していく。
また、ボス撃破後に手に入る恐竜の着ぐるみを着ることで特性に応じた様々な武器が使えるようになる。
なお、このゲームと後述の「ブラッドオブドラゴン」はクアドラソフトウェアが手掛けている。
BREAK SHOOT（ブレイクシュート）（ブロック崩し型対戦ゲーム、デパート屋上／自宅）
『フライングパワーディスク』にブロック崩しの要素を足したようなスポーツゲーム。
マルチプレイでは対戦または協力プレイが楽しめる。
2チームに分かれて対戦し、3ポイント先取した方が勝利となる。CPU戦では初めに相手の壁役を全て撃破するところから始まり、4戦クリアしてから大将戦に入る。
強力なショットを放つ必殺技「パワーシュート」の使い所がカギとなる。3D対応ゲーム版では画面の広さをノーマルかワイドに設定可能。
ZOLIATES（ゾリアテス）（縦スクロールシューティングゲーム、ゲーム屋／自宅）
ハドソンの『スーパースターソルジャー』に似たゲーム。
武器アイテムで自機を強化しながら迫りくる敵を撃墜していく。強化武器は同じアイテムを取り続けると小型のオプション（最大3つ）が付き、攻撃力が倍になるほか、1個消費することでボムとして使うこともできる。
Blood of Dragon（ブラッド オブ ドラゴン） 〜龍の血を継ぐもの〜（RPG、自宅）
主人公の「アスク」が、世界の平和を取り戻すために冒険を繰り広げる本格派のファンタジーRPG。機種は「ゲーファミデラックス」。
サイドビュー方式の戦闘や「ジョブチェンジ」など、SFCの『ファイナルファンタジー』を彷彿とさせるシステムが充実している。
ネジマキングダム 〜ネジマキ姫とおもちゃの兵隊〜（アクションRPG、自宅）
任天堂の『ゼルダの伝説』などに似たゲーム。機種は「ゲーファミデラックス」。
プレイヤーはおもちゃの兵隊となり、姫を救い出すために5つあるダンジョンの謎を解いていく。「捨て駒」型アクションRPGで、爆弾や武器のほか、倒された仲間の亡骸を盾にして攻撃を防ぐこともできる。

### その他のゲーム
これらはストーリーモード中に発生するイベントや、特定の条件を満たすと追加されていく。クリアには直接関係しない、おまけ要素のようなものである。
DEFLINE（デフライン、自宅）
卓球ゲームの『PONG』に、ブロック崩しの要素を足したようなゲーム。
「ブレイクシュート」の元となった作品。赤と青に分かれて対戦し、3ポイント先取した方が勝利となる（制限時間3分を過ぎた場合はポイントの多い方が勝利）。
登郎（のぼろう、ゲーム屋（特定のシナリオ中のみ）／自宅）
エポック社の『カセットビジョン』に似た雰囲気を持つゲーム。
上から落下してくるブロックをかわしながら、ひたすら上へ登り続けるだけという非常にシンプルな内容。
ジャンケンダーEX（駄菓子屋）
『ジャンケンマン』などで見られた、「グー」「チョキ」「パー」のボタンでジャンケン勝負をするメダルゲーム。
ジャンケンに勝つとルーレットが回り、出た数に応じた枚数のメダルを貰うことができる。多い枚数ほど確率は低くなる。
スーパールーラー（駄菓子屋）
『ピカデリーサーカス』などで見られた、予想した数をルーレットで当てる単純なルールのメダルゲーム。
メダルを入れた枚数によって倍率が上がるのが特徴で、運の要素が大きい。
CHEESE TUNNEL（チーズトンネル、自宅）
任天堂の「ゲーム&ウオッチ」に似た携帯ゲーム。
ネズミを操作し、上下から迫るネコの手を避けながら右端のラインから流れるチーズを取り、左端のラインまで持っていく。
SWORD MAN（ソードマン、自宅）
任天堂の「ゲーム&ウオッチ」に似た携帯ゲーム。
敵の攻撃や障害物を避けたり、敵を倒したりしながら最上段にあるお宝を目指してステージを登っていく。

### アナログゲーム
コインゲーム（駄菓子屋）
少年アーサー
ゴーゴーダンプ
ディープダイブ
駄菓子屋によく置かれていた、10円玉を弾いてゴール（当たり）の穴に入れるゲーム。操作はスライドパッドまたは十字キーで行う。
途中の穴に落とさないよう、絶妙な力加減が要求される。穴の配置やギミックが異なる3種類が登場する。
コロコロゲーム（自宅）
コロコロWood
コロコロGreen
コロコロBlue
コロコロGold
『ポケットメイト』などでよく見られたゲーム。操作は3DSのジャイロセンサー機能を使用して行う。プレイ可能になるための条件がやや厳しい。
本体を傾けてボールを転がし、途中で穴に落とさないよう迷路のゴールを目指す。穴の配置やギミックが異なる4種類が登場する。

## 特典
初回封入特典
番組オリジナルトレカ。3種類のうち1種類をランダムで封入。
限定版特典・スペシャルDVD
有野の挑戦 - ハロー!パックマン/ドラゴンボール 神龍の謎
録り下ろし映像 - 有野の挑戦・特別編『ゲームセンターCX 有野の挑戦状2』/ゲームセンターCX 3丁目の有野